# Louis-Alexandre Audibert
Pour les articles homonymes, voir Audibert.
Louis-Alexandre Audibert, né le 4 mai 1874 à Bordeaux (Gironde) et mort le 19 septembre 1955 à Gorges (Loire-Atlantique), est un officier de l'armée française (général de cavalerie), un responsable de la résistance intérieure française, commandant de la région Ouest de l'Armée Secrète en 1943-1944 et un homme politique, député de la Loire-Inférieure en 1945-1946.

## Biographie
Louis-Alexandre Audibert est le fils du négociant Louis Xavier Audibert et d'Honorine Teinturier. Marié à Claire Doré-Graslin, petite-fille d'Edmond Doré-Graslin, il est le beau-père de Charles Aulanier.
Il est élève-officier à l'École spéciale militaire de Saint-Cyr.
Pendant la Première Guerre mondiale, il devient chef d’escadron en 1917. Il est ensuite affecté à l'état-major de Foch. Blessé en mars 1918, il reçoit une citation à l’ordre de l’Armée.
Il est ensuite nommé professeur à l'École supérieure de guerre, où il a notamment pour élève le général américain George Patton, puis général commandant la  3e Division de Cavalerie à Paris.
Admis à la retraite, il s'installe près de Nantes. Il participe alors au Parti social français du colonel François de La Rocque.
Au début de la Seconde Guerre mondiale, il se retrouve chef de la division de réserve de Nantes.
En mai 1943, alors qu'il a 69 ans, l'Armée Secrète lui demande de prendre le commandement de la Résistance départementale. Il devient responsable de l’Armée Secrète pour les départements bretons dont la Loire-Inférieure, ainsi que de la Vendée, le Maine-et-Loire, la Mayenne et l’Indre-et-Loire. Il participe à la mise en place de l'Organisation civile et militaire (OCM) de Bretagne et travaille à l’unification des mouvements de résistance.
En janvier 1944, des arrestations à Nantes l'incitent à quitter la ville. Après avoir trouvé refuge sur l'île de la Jument, il rejoint en février le monastère des Augustines à Malestroit.
Il y est arrêté par la Gestapo le 17 mars 1944. Torturé, il refuse de parler, et reste sourd d’une oreille. Il est ensuite déporté à Buchenwald par le convoi parti de Compiègne le 17 août 1944 (convoi I.265), tandis que son épouse, Claire, née Doré-Graslin, et sa fille Geneviève sont arrêtées et enfermées à la prison de Nantes. Claire Audibert est déportée en mai 1944 à Ravensbrück (convoi I.212) où elle mourra gazée en prenant la place d'une jeune fille de 18 ans. Le général Audibert est libéré par l’armée américaine du général George Patton.
Élu député PRL de la Loire-Inférieure le 21 octobre 1945, le général Audibert abandonne la politique dès le 10 juin 1946 pour prendre sa retraite au château de l'Oiselinière à Gorges où il décède neuf années plus tard

## Décorations
- Grand-croix de la Légion d'honneur (décret du 29 décembre 1948) pour services exceptionnels de guerre et de résistance[8],[9]
- Croix de guerre 1914–1918, palme de bronze
- Croix de Guerre française 1939-1945
- Médaille de la Résistance française avec rosette (décret du 14 juin 1946)[10]
- Officier de l’ordre des Palmes Académiques
- Médaille des blessés de guerre
- Croix de Guerre Belge avec palme
- Commandeur de l'ordre de Léopold (Belgique)
- Autres décorations

## Hommages
- Un pont sur la Loire (bras de la Madeleine) porte son nom à Nantes (Pont Général-Audibert).
- Des rues portent son nom : à Rennes, Vannes, Landerneau et Gorges.
- Une caserne de la Gendarmerie nationale porte son nom à Rennes, située dans la rue homonyme.
- Une plaque apposée sur un mur, rue Jules Launey, à Nantes, rappelle son engagement.